# Robert Bortuzzo
Robert Bortuzzo (Thunder Bay, Ontario, 18 de marzo de 1989), apodado Bobo, Bobby Bortz o Bort, es un jugador profesional canadiense de hockey sobre hielo que se desempeña en la posición de defensor derecho en New York Islanders, equipo de la National Hockey League (NHL).

## Carrera
Fue seleccionado en la tercera ronda en la NHL Entry Draft de 2007. En 2011 hizo su debut profesional con el equipo Pittsburgh Penguins, en el cual jugó cuatro temporadas (2011-2014), después pasó a St. Louis Blues (2014-2023), luego a New York Islanders, donde lleva jugando una temporada.